# Al-Jurf
al-Jurf (in arabo الجرف‎?) era una località del Ḥijāz (Penisola araba), sita a 7 km a NO della città-oasi di Medina, nei pressi del Wādī al-ʿAqīq.
Viene ricordata perché fu in questo villaggio, altrimenti insignificante, che stazionò nel 632 l'esercito musulmano, prima di muovere alla volta del Bilād al-Shām al comando di Usama ibn Zayd.
Il nipote adottivo di fatto di Maometto più tardi vi trascorse la parte finale della vita, morendovi nel 647.
Attualmente è inglobato dalla città di Medina, di cui costituisce un sobborgo.